# Liothrips setinodis
Liothrips setinodis är en insektsart som först beskrevs av O. M. Reuter 1880.  Liothrips setinodis ingår i släktet Liothrips, och familjen rörtripsar. Arten är reproducerande i Sverige.